# Labeo cylindricus
Labeo cylindricus är en fiskart som beskrevs av Peters 1852. Labeo cylindricus ingår i släktet Labeo och familjen karpfiskar. IUCN kategoriserar arten globalt som livskraftig. Inga underarter finns listade i Catalogue of Life.